# Place de la Reconstruction
 (juin 2017).
Si vous disposez d'ouvrages ou d'articles de référence ou si vous connaissez des sites web de qualité traitant du thème abordé ici, merci de compléter l'article en donnant les références utiles à sa vérifiabilité et en les liant à la section « Notes et références ».
La place de la Reconstruction, appelée place de l’Échangeur avant 2011, aussi parfois appelée rond-point ou échangeur de Limete, est un échangeur majeur de la ville de Kinshasa, en République démocratique du Congo. 

## Situation et accès
La place est située à l’intersection du boulevard Lumumba, de l'avenue Sefu et de l'avenue de la Foire (qui devient l'avenue By Pass), entre les communes de Limete au nord, Lemba au sud-ouest, Matete au sud-est et non loin de Masina à l'ouest.

## Origine du nom
Le nom « place de la Reconstruction » reflète les efforts de modernisation et de renaissance de Kinshasa et vise à faire de la place un symbole du renouveau urbain et de la fierté nationale.

## Historique
Créée en 1970, elle était initialement appelée « place de l’Échangeur », en référence à l'échangeur routier qui s'y trouve.
Le 17 janvier 2002 fut installée une statue de Patrice Lumumba, 20 ans après son inauguration, à la suite du retour de sa dent de Belgique en RDC son mausolée fut batie sur la place,. 
En 2011, cette place est rebaptisée « place de la Reconstruction » et est en pleine modernisation pour un coût de 11 millions de dollars américains, ajoutant à la place un parc d’attractions, des fontaines et jets d’eau, un espace de spectacle, un musée national, une salle de cinéma et un salon dans la tour, dans le but d’en faire le symbole même de la ville de Kinshasa et une attraction touristique offrant une vue panoramique sur la ville.

## Bâtiments remarquables et lieux de mémoire
En son centre, la place possède la tour de l’Échangeur, entourée d’un petit parc et le Mausolée de Patrice Lumumba. 